# Lijst van burgemeesters van Zierikzee
Dit is een lijst van burgemeesters van de voormalige Nederlandse gemeente Zierikzee in de provincie Zeeland.
| Ambtsperiode | Naam burgemeester                          | Partij of stroming | Bijzonderheden                                     |
| ------------ | ------------------------------------------ | ------------------ | -------------------------------------------------- |
| 1813 - 1814  | Jhr. mr. W.A. de Jonge (1763-1835)         |                    |                                                    |
| 1814 - 1814  | Mr. T.A. van Adrichem (1766-1830)          |                    |                                                    |
| 1814 - 1817  | F.W.J. den Boer (1761-1817)                |                    |                                                    |
| 1815 - 1816  | Mr. B. Mogge Pous (1767-1831)              |                    |                                                    |
| 1816 - 1824  | M.C. de Crane (1783-1865)                  |                    |                                                    |
| 1817 - 1827  | Mr. A.H.W.H. baron van Dopff (1765-1827)   |                    |                                                    |
| 1827 - 1854  | M.C. de Crane (1783-1865)                  |                    |                                                    |
| 1854 - 1872  | Mr. B.C. Cau (1818-1882)                   |                    |                                                    |
| 1872 - 1876  | Jhr. mr. W. van Citters (1842-1913)        |                    |                                                    |
| 1876 - 1882  | Mr. J.M. Ganderheijden (1819-1888)         |                    |                                                    |
| 1883 - 1890  | Mr. J.P.N. Ermerins (1832-1894)            |                    |                                                    |
| 1890 - 1908  | C.W. Vermeijs (1862-1922)                  |                    |                                                    |
| 1908 - 1910  | Mr. H.C. Moolenburgh (1860-1910)           |                    |                                                    |
| 1910 - 1916  | Mr. D. van der Vliet (1859-1916)           |                    |                                                    |
| 1916 - 1929  | Mr. A.J.F. Fokker (1857-1929)              | CHU                |                                                    |
| 1929 - 1934  | J.C.A. Bannink (1877-1938)                 |                    |                                                    |
| 1934 - 1955  | Jhr. mr. J. Schuurbeque Boeije (1891-1955) |                    |                                                    |
| 1956 - 1965  | F.Th. Dijckmeester (1917-2003)             | CHU                | later burgemeester van Haarlemmermeer en Apeldoorn |
| 1966 - 1970  | D.D.W.J. Kastelein (1916-1993)             | CHU                |                                                    |
| 1971 - 1986  | Th.H. de Meester (1926)                    | VVD                |                                                    |
| 1987 - 1996  | Mr. J.J.P.M. Asselbergs (1945)             | VVD                |                                                    |